# Білі одежі
«Білі одежі» (рос. «Белые одежды») — російсько-білоруський багатосерійний художній фільм 1992 року режисера Леоніда Бєлозоровича за однойменним романом Володимира Дудинцева.

## Сюжет
Кінець 1940-х років. Після остаточної перемоги академіка Лисенка на Серпневій сесії ВАСГНІЛ 1948 року в таборі вчених-генетиків, селекціонерів і агрономів відбувається розкол. Більшість з них вибирають більш вигідну і безпечну позицію, пов'язану з так званою лінією партії в біологічній науці, в результаті чого їм доводиться поступатися науковою істиною...

## У ролях
- Валерій Гаркалін
- Жанна Еппле
- Валерій Порошин
- Андрій Болтнев
- Олексій Булдаков
- Володимир Антоник
- Людмила Гурченко
- Ернст Романов
- Юрій Смирнов
- Володимир Мсрян
- Вадим Захарченко
- Володимир Січкар
- Сергій Барабанщиків
- Наталя Єгорова
- Оксана Арбузова
- Ліліан Малкіна
- В'ячеслав Солодилов
- Володимир Кашпур
- Вацлав Дворжецький
- Олександр Дем'яненко
- Леонід Бєлозорович
- Микола Крюков
- Людмила Арініна
- Світлана Селезньова
- Валентин Бєлохвостик
- Олександр Кашперов
- Олександра Зав'ялова
- Володя Кисіль

## Творча група
- Сценаристи: Володимир Дудинцев, Леонід Бєлозорович
- Режисер-постановник: Леонід Бєлозорович
- Оператори-постановники: Олександр Абадовський, Сергій Мільошкін, Анатолій Калашников
- Композитор:  Олександр Кобляков